# Zabumba

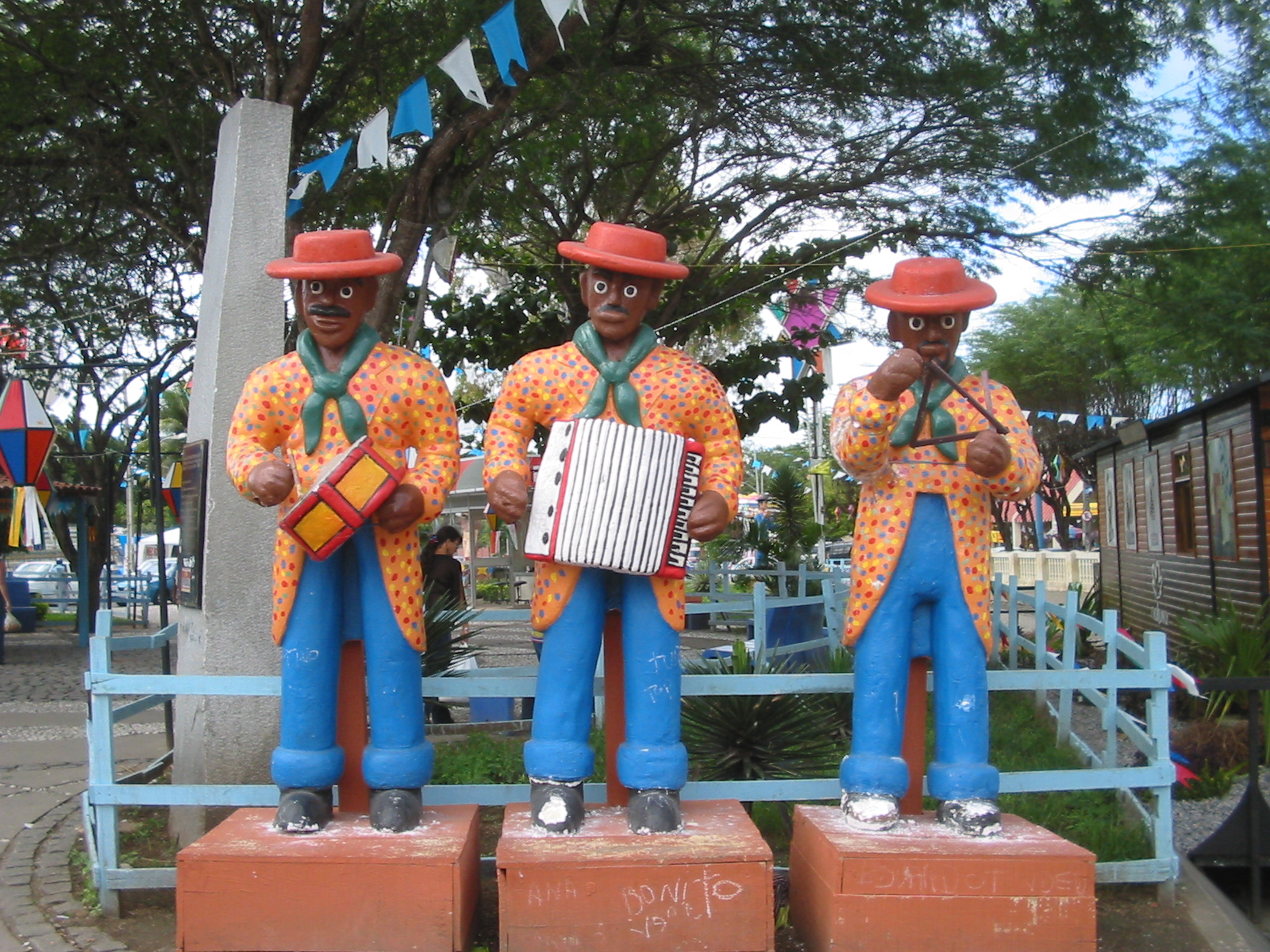
Figurines d'argile dans la tradition de Caruaru, représentant un trio de forró, avec un joueur de zabumba à gauche

Le zabumba ou zambumba est un instrument de percussion caractéristique de la région du Nordeste brésilien, utilisé dans plusieurs genres ou styles musicaux  comme le forró, le coco, le xaxado ou le xote.

## Facture
Le zabumba est un tambour de moyennes et grandes dimensions, confectionné de planches de bois collées, au format de tonneau cylindrique. Il a deux membranes (produisant des sons grave et médium mais indéterminés), en cuir ou en matériau synthétique.

## Jeu
De sonorité grave, il est joué et frappé par deux baguettes: l'une est une mailloche qui frappe la peau supérieure et crée un son grave et rond tandis que la peau inférieure est frappée par une baguette longue et fine qui donne un son plus aigu et sec.